# Gladius (loď)
Gladius je první loď vyrobená v loděnici Dopravního podniku města Brna pro jiné provozovatele (tzv. „brněnka“). Byla vyrobena pod původním názvem Družba v roce 1956.

## Historie
Kvůli velkému zájmu cestujících o lodní dopravu na vodní nádrži Slapy, jejíž provoz byl zahájen v roce 1955 se třemi menšími loděmi Sázavou, Berounkou a Malší, objednal provozovatel této dopravy, Československá plavba labsko-oderská (ČSPLO), v roce 1956 dvě velké dvoupalubové lodě u Dopravního podniku města Brna (DPMB). Ten měl již zkušenosti se stavbou několika lodí, které sám provozoval na Brněnské přehradě. Prvním z těchto dvou plavidel byla loď Družba vyrobená roku 1956 a na Slapskou přehradu expedovaná začátkem roku následujícího. Do provozu byla zařazena roku 1957.
Od 1. ledna 1961 převzal lodní provoz na Slapech podnik Komunální služby města Sedlčan, který měl od jara téhož roku provozovat lodní dopravu i na právě dokončené vodní nádrži Orlík. Proto byly ještě v roce 1960 Družba společně s lodí Nežárka přesunuty na Orlickou přehradu. Plavidlo přešlo v roce 1964 do majetku Dopravního závodu ČSAD 205 Písek, který v tomto roce provoz lodí na Orlíku převzal. V roce 1976 byla kormidelna Družby poškozena požárem, který vznikl závadou na elektroinstalaci. Po této nehodě následovala rekonstrukce lodi včetně nové kormidelny. V polovině 80. let již nebyla Družba příliš využívána pro linkovou dopravu, sloužila především pro příležitostné objednané plavby a zájezdy.
V roce 1994 byla loď prodána pražské firmě Gladius a přestavěna na restaurační loď Gladius, která je využívána pro vyhlídkové plavby na Vltavě v Praze.

## Konstrukce

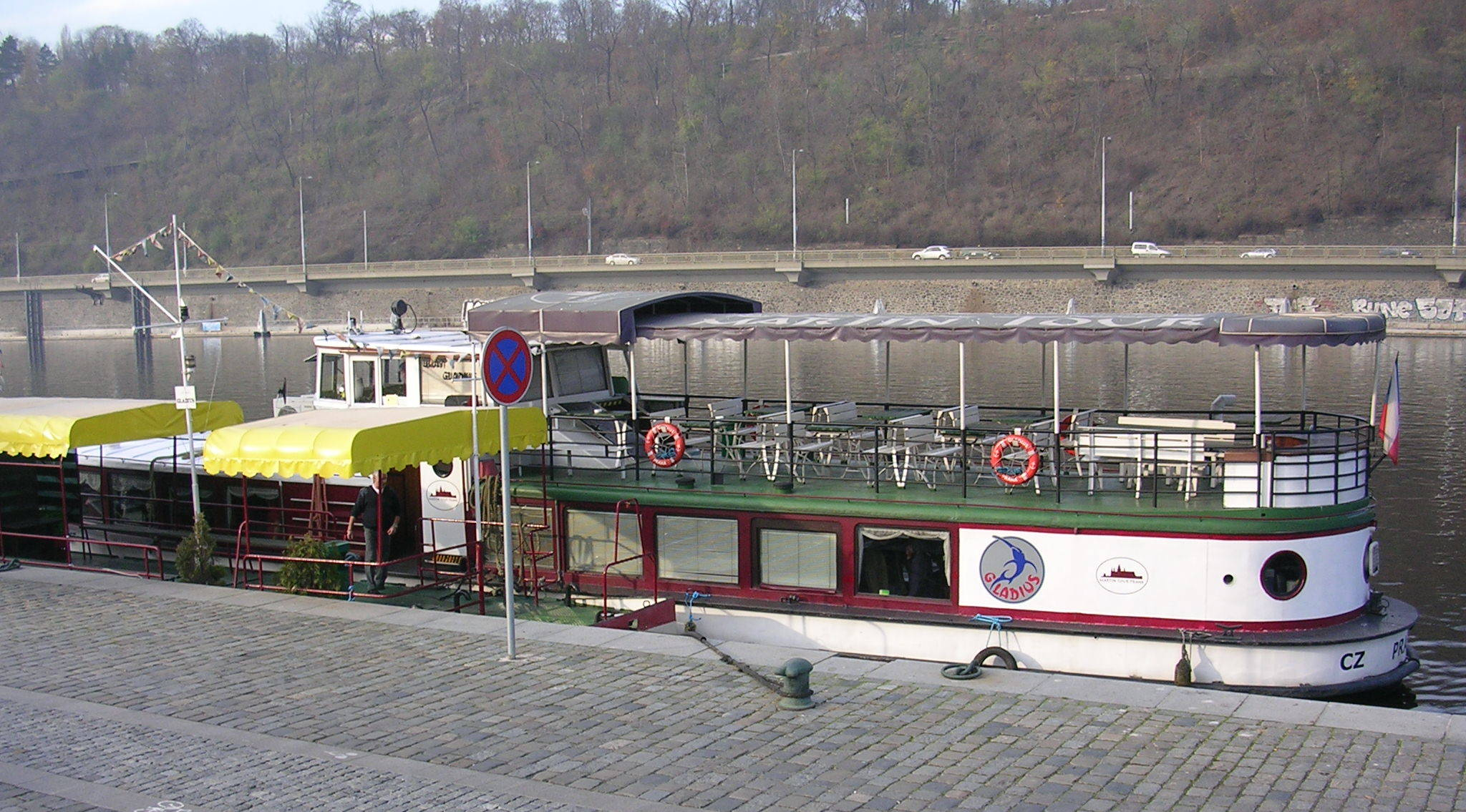
Zakotvená loď Gladius

Konstrukčně loď částečně vychází z dvoupalubových lodí, které si DPMB postavil pro vlastní provoz na Brněnské přehradě. Konstruktéry plavidel, které DPMB postavil pro jiné provozovatele (celkem pět lodí jednoho typu), byli inženýr Frank a pražský loďař Adolf Špirk. Gladius je motorová osobní dvoupalubová loď. Celá spodní paluba je uzavřená, vstupy do ní se nacházejí přibližně v polovině délky plavidla. Nad centrálním vstupním prostorem se nachází vyvýšená kormidelna. Na střeše spodní paluby se za kormidelnou nachází horní, otevřená (tzv. sluneční) paluba. Ta je přístupná v zadní části lodi dvěma schodišti po bocích trupu ze spodní paluby. Pohon zajišťoval dieselový motor Škoda 6L o výkonu 99,3 kW. Původně činila kapacita 250 cestujících, v současnosti má restaurační loď obsaditelnost 77 osob. Horní paluba kryta lehkou střechou a je přístupná schodištěm ze vstupního prostoru pod kormidelnou (schodiště na zádi jsou zrušena).